# Honice
Honice (Duits: Honitz of Honitz bei Stochau) is een Tsjechische plaats in de gemeente Stochov in de regio Midden-Bohemen en maakt deel uit van het district Kladno.
Honice telt 491 inwoners (2021).

## Etymologie
De oorspronkelijke naam van het dorp was Hojnice. De naam kan op twee manier worden verklaard. Mogelijk is de naam afgeleid van het Oud-Tsjechische woord hojný (rijk, groot, gul) of van de persoonsnaam Hojný, oftewel: dorp van de afstammelingen of onderdanen van Hojna. De naam van het dorp komt voor in historische bronnen in de vormen Hoynicz (1283), in Honycz (1330), in villa Honyczich (1383 en 1396), Hojnic (1420), van Honic (1456), uit het dorp Hoynicz (1457), Honitz en Hoynic (1785), Honitz (1845) en sinds 1854 ook als de huidige naam Honice.

## Geschiedenis
De eerste schriftelijke vermelding van het dorp dateert van 1283. Volgens Libor Dobner dateert de eerste vermelding echter al uit 1088, toen het in eigendom was van het koninklijk kapittel. Tot de eigenaars van het dorp behoorde onder meer de families Kolovrat en Martinic/Clam-Martinice.
In het midden van de 16e eeuw was het dorp in tweeën gedeeld. In 1560 werden beide delen herenigd door Jan Bořita van Martinic en bij Smečno gevoegd. Het bleef in het bezit van de familie Martinic tot het midden van de 19e eeuw, toen het feodalisme werd afgeschaft. Aan het begin van de 20e eeuw werd het dorp bij Stochov gevoegd. Sinds 1960 is Stochov een zelfstandige gemeente binnen het district Kladno.

### Faciliteiten

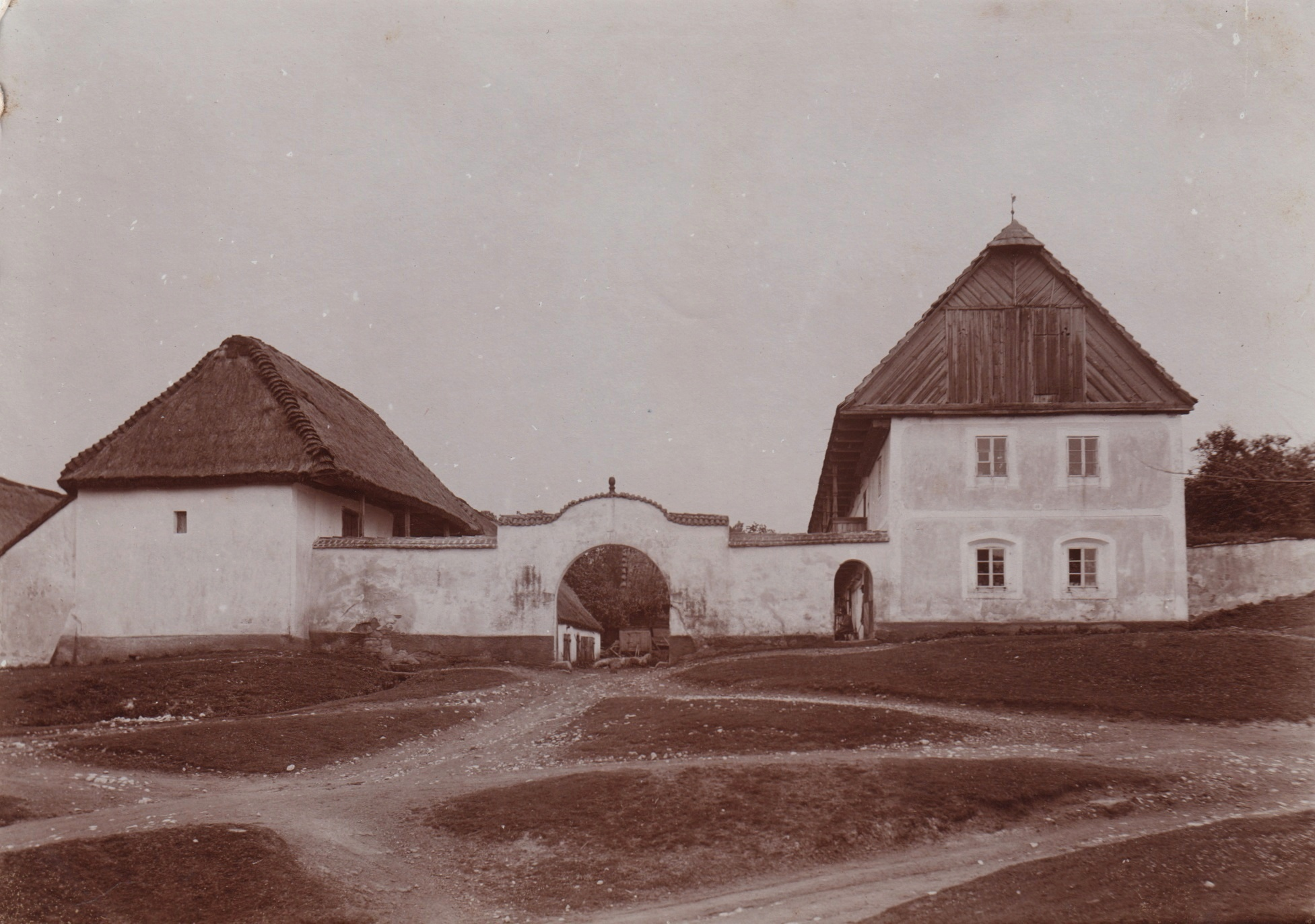
Honice (1904 - foto: František Duras)

In Honice kwamen in 1932 (toentertijd 384 inwoners) de volgende beroepen en faciliteiten voor: twee steenfabrieken, de coöperatie voor elektriciteitsdistributie, een kapper, twee herbergen, een wagenmaker, een smid, drie boeren, een slager, twee kruideniers en een krantenkiosk.

## Bezienswaardigheden
In het dorp staat een kapel in empirestijl uit het midden van de 19e eeuw met daarin een laatbarokke beeld van Sint Johannes van Nepomuk uit het einde van de 18e eeuw. De kapel heeft een rechthoekige plattegrond, een nis met klok, hoekzuilen en wordt aan beide zijden doorbroken door nissen. Daarnaast zijn er in het dorp voorbeelden bewaard gebleven van volksarchitectuur uit het begin van de 19e eeuw (met name huizen nr. 1 en 32).

## Galerij

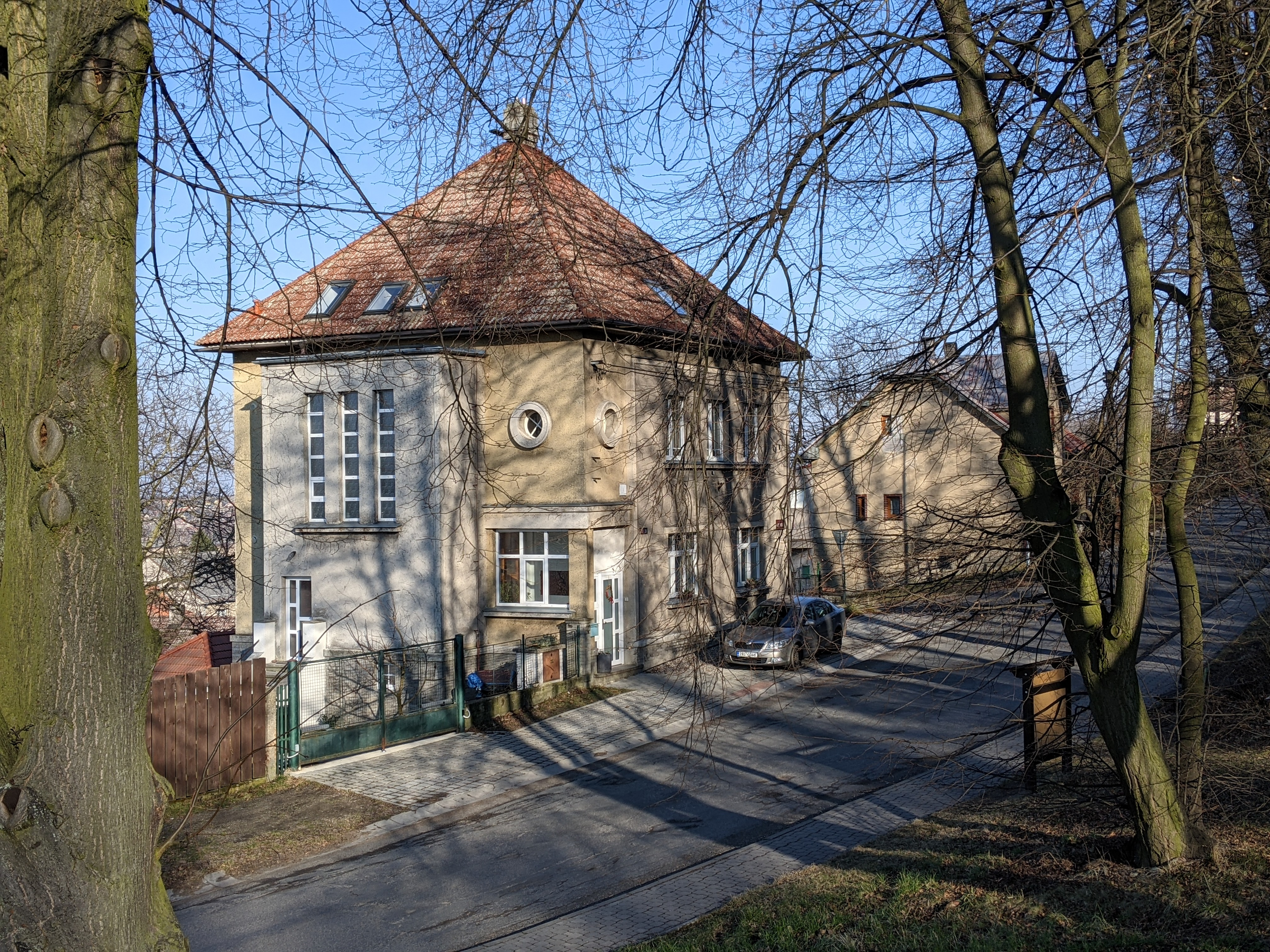
Huis nr. 75 in de Osvobozenístraat.jpg
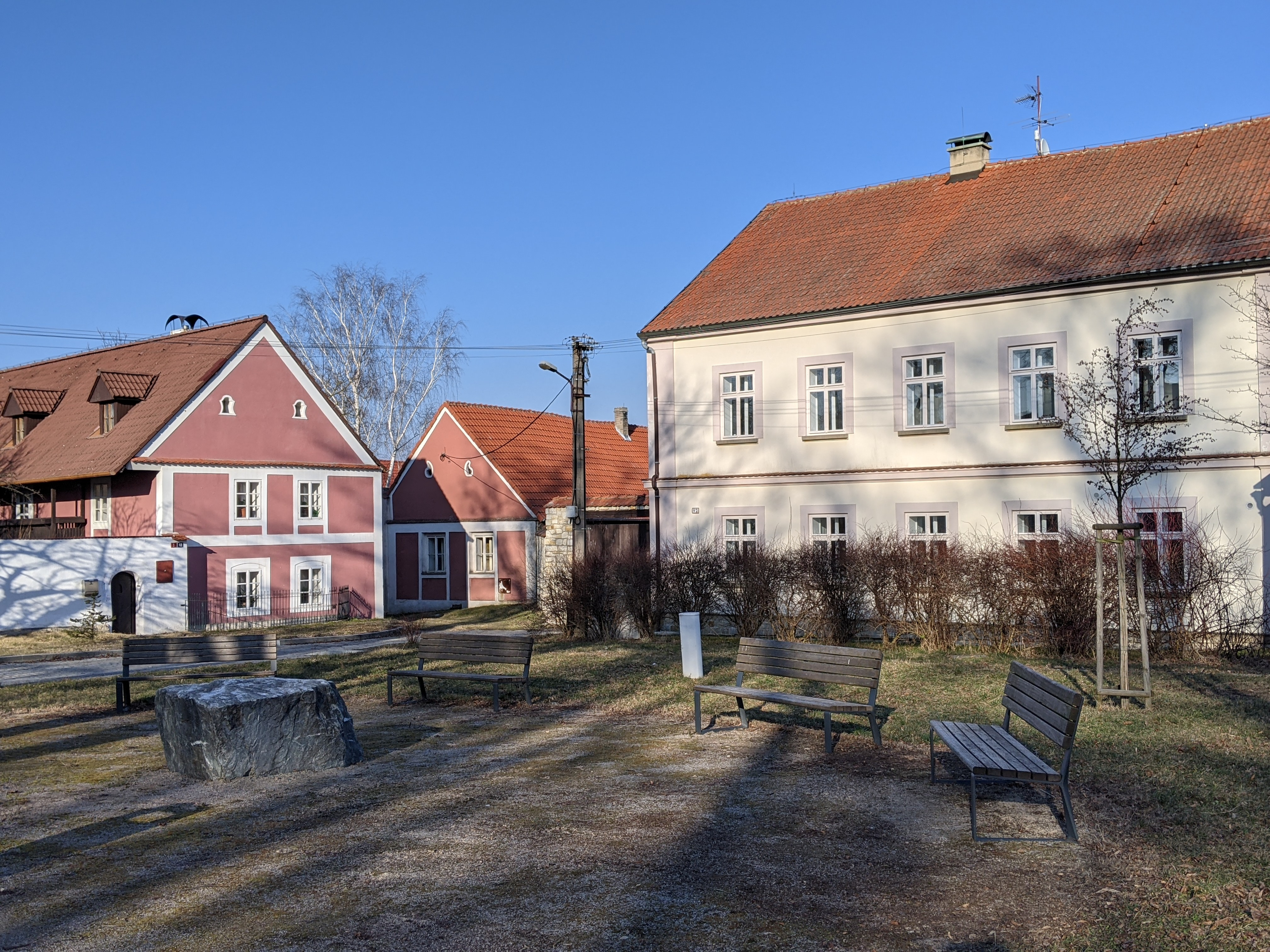
Dorpsplein (1)
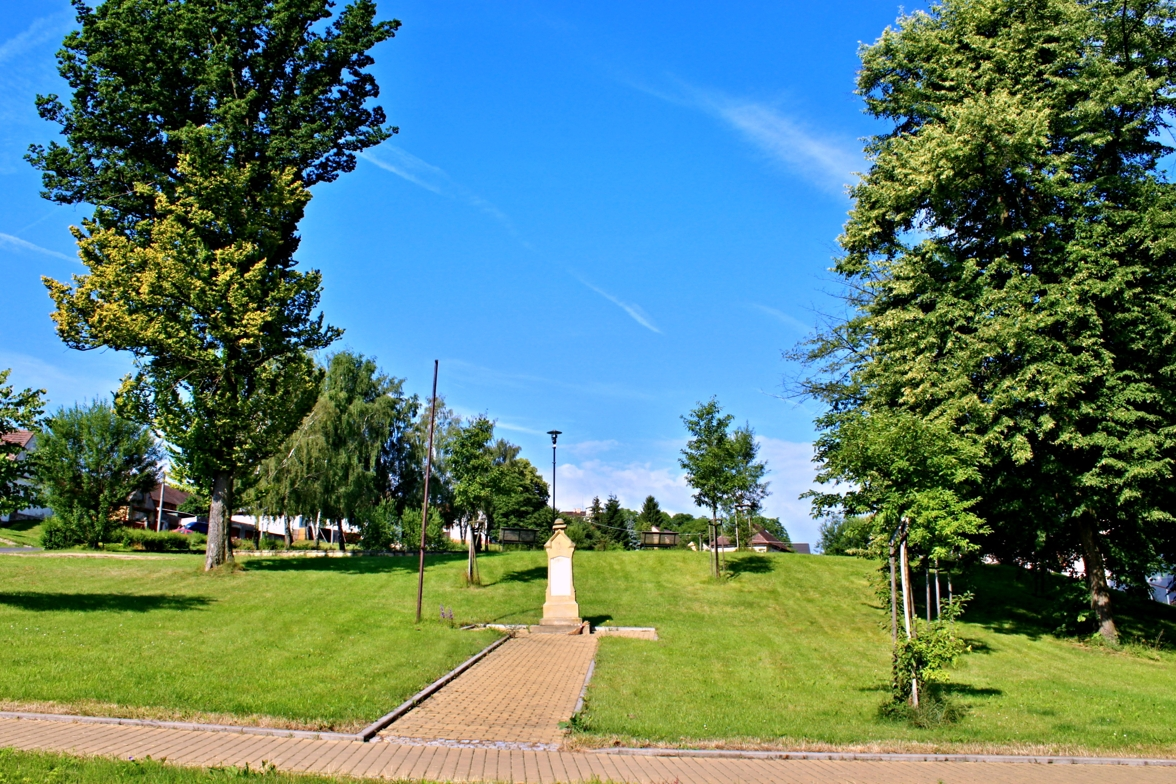
Dorpsplein (2)
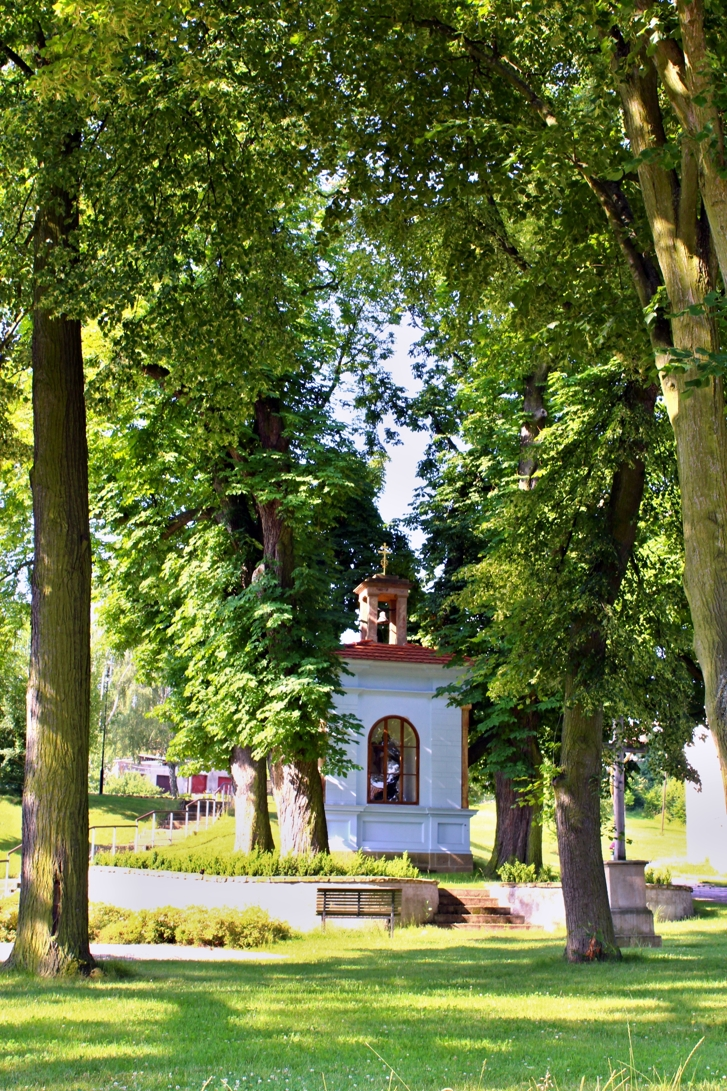
Dorpskapel